# Joy Lauren
Lauren Joy Jorgensen, (más conocida como Joy Lauren, Atlanta, Georgia, 18 de octubre de 1989) es una actriz de cine y televisión estadounidense. Conocida por interpretar a "Danielle Van de Kamp" en Desperate Housewives desde el año 2004. Le apasiona el baile y montar a caballo.
Su carrera empezó cuando solo era una niña en la obra de teatro “Alliance Theater” en Atlanta. También ha trabajado en la "Compañía de Danza" de Atlanta. En televisión ha participado en series como: "The Division", "Still Standing", "Lizzie McGuire", "Shark", "The Closer", "Private Practice", etc. En cuanto al cine, sus papeles más destacados incluyen: 'Rouges' (2003), 'Sweet Sorrow' (2007) y 'Tooth' (2007).